# Falmierowo
Falmierowo – wieś w Polsce położona w województwie wielkopolskim, w powiecie pilskim, w gminie Wyrzysk nad Jeziorem Falmierowskim.
Na terenie Falmierowa znajduje się Dom Pomocy Społecznej dla kobiet i Szkoła Podstawowa im. Henryka Sienkiewicza.
W latach 1954–1972 wieś należała i była siedzibą władz gromady Falmierowo. W latach 1975–1998 miejscowość administracyjnie należała do województwa pilskiego.
Przez miejscowość przebiega droga wojewódzka nr 242.